# Kościół dejmaistyczny
Kościół dejmaistyczny, Kościół Marii Lalu, Dejma, Deima – afrochrześcijańska synkretyczna wspólnota religijna z Wybrzeża Kości Słoniowej. Kościół został założony przez Marię Dyigba Dawono (Marię Lalu) w 1946 roku. Miał jej się objawić bagienny smok Gbogbomene, który polecił jej leczyć ludzi popiołem (w języku dida – lalu) i wodą ze źródła Dejma.
W republice Wybrzeża Kości Słoniowej Dejma liczny ponad 200 tysięcy wiernych, wywodzących się z ludów Bete, Dida i Godie. Kościół ma około 20 ośrodków religijnych i prowadzi działalność oświatową, skupiając się na czarnych Afrykanach. Pod względem doktryny i liturgii kościół dejmaistyczny charakteryzuje się synkretyzmem liturgicznym i doktrynalnym kościołów afrokatolickich. We wspólnocie nie uznaje się tradycyjnych kultów religijnych, rodzimych symboli, czarnoksięstwa, Eucharystii i większości świąt chrześcijańskich, a przy zakładaniu nowego ośrodka jest składana krwawa ofiara z jagnięcia. Jedynym sakramentem jest chrzest przyjmowany przez osoby dorosłe. Podczas nabożeństw wierni piją wodę święconą i posypują się popiołem.